# Alba Berlin Basketballteam 2018-2019
Questa voce raccoglie le informazioni riguardanti l'Alba Berlin Basketballteam nelle competizioni ufficiali della stagione 2018-2019.

## Stagione
La stagione 2018-2019 dell'Alba Berlin Basketballteam è la 28ª nel massimo campionato tedesco di pallacanestro, la Basketball-Bundesliga.

## Roster
Aggiornato al 24 agosto 2019.
| Alba Berlin 2018-19 | Alba Berlin 2018-19 |
| Giocatori           | Staff tecnico       |
| ------------------- | ------------------- |

| N. | Naz.                   | Ruolo | Nome               | Anno | Alt.   | Peso   |  |
| -- | ---------------------- | ----- | ------------------ | ---- | ------ | ------ |  |
| 1  | Germania (bandiera)    | P     | Joshiko Saibou     | 1990 | 188 cm | 82 kg  |  |
| 3  | Stati Uniti (bandiera) | P     | Peyton Siva        | 1990 | 183 cm | 84 kg  |  |
| 5  | Germania (bandiera)    | AP    | Niels Giffey (C)   | 1991 | 201 cm | 93 kg  |  |
| 6  | Germania (bandiera)    | P     | Bennet Hundt       | 1998 | 180 cm | 71 kg  |  |
| 7  | Stati Uniti (bandiera) | P     | Derrick Walton     | 1995 | 183 cm | 84 kg  |  |
| 9  | Germania (bandiera)    | PG    | Jonas Mattisseck   | 2000 | 195 cm | 84 kg  |  |
| 10 | Germania (bandiera)    | AG    | Tim Schneider      | 1997 | 208 cm | 108 kg |  |
| 13 | Stati Uniti (bandiera) | C     | Clint Chapman      | 1989 | 208 cm | 111 kg |  |
| 15 | Islanda (bandiera)     | P     | Martin Hermannsson | 1994 | 190 cm | 77 kg  |  |
| 16 | Croazia (bandiera)     | C     | Krešimir Nikić     | 1999 | 213 cm | 95 kg  |  |
| 22 | Germania (bandiera)    | AP    | Franz Wagner       | 2001 | 201 cm | 80 kg  |  |
| 25 | Germania (bandiera)    | G     | Kenneth Ogbe       | 1994 | 198 cm | 86 kg  |  |
| 31 | Lituania (bandiera)    | GA    | Rokas Giedraitis   | 1992 | 200 cm | 88 kg  |  |
| 32 | Germania (bandiera)    | AG    | Johannes Thiemann  | 1994 | 205 cm | 102 kg |  |
| 33 | Stati Uniti (bandiera) | C     | Dennis Clifford    | 1992 | 216 cm | 118 kg |  |
| 35 | Camerun (bandiera)     | C     | Landry Nnoko       | 1994 | 208 cm | 113 kg |  |
| 43 | Stati Uniti (bandiera) | AG    | Luke Sikma         | 1989 | 203 cm | 107 kg |  |
| 44 | Serbia (bandiera)      | PG    | Stefan Peno        | 1997 | 198 cm | 91 kg  |  |

| Allenatore |
| - Aíto García Reneses                                                                                             |
| Assistente/i |
| - Israel González - Thomas Päch - Sebastian Trzcionka Legenda - (C) Capitano - (IN) Inattivo - Infortunato Roster |

## Mercato

### Sessione estiva
| Acquisti | Acquisti           | Acquisti       | Acquisti   | Acquisti |
| R.       | Nome               | da             | Modalità   |          |
| -------- | ------------------ | -------------- | ---------- | -------- |
| C        | Clint Chapman      | Toyama Grouses | definitivo |          |
| P        | Martin Hermannsson | Châlons-Reims  | definitivo |          |
| G        | Kenneth Ogbe       | UVU Wolverines | definitivo |          |
| GA       | Rokas Giedraitis   | Rytas Vilnius  | definitivo |          |
| AG       | Johannes Thiemann  | R. Ludwigsburg | definitivo |          |

| Cessioni | Cessioni             | Cessioni          | Cessioni       | Cessioni |
| R.       | Nome                 | a                 | Modalità       |          |
| -------- | -------------------- | ----------------- | -------------- | -------- |
| AP       | Marius Grigonis      | Žalgiris Kaunas   | fine contratto |          |
| G        | Steve Vasturia       | Palencia          | fine contratto |          |
| G        | Akeem Vargas         | Skyl. Francoforte | fine contratto |          |
| C        | Bogdan Radosavljević | R. Ludwigsburg    | fine contratto |          |
| G        | Spencer Butterfield  | Pall. Reggiana    | fine contratto |          |

### Dopo l'inizio della stagione
| Acquisti | Acquisti       | Acquisti        | Acquisti         | Acquisti   |
| R.       | Nome           | da              | Data             | Modalità   |
| -------- | -------------- | --------------- | ---------------- | ---------- |
| C        | Landry Nnoko   | Sakarya         | 13 dicembre 2018 | definitivo |
| P        | Derrick Walton | Žalgiris Kaunas | 13 febbraio 2019 | definitivo |

| Cessioni | Cessioni      | Cessioni       | Cessioni         | Cessioni       |
| R.       | Nome          | a              | Data             | Modalità       |
| -------- | ------------- | -------------- | ---------------- | -------------- |
| C        | Clint Chapman | R. Ludwigsburg | 23 novembre 2018 | fine contratto |